# Tertúlia

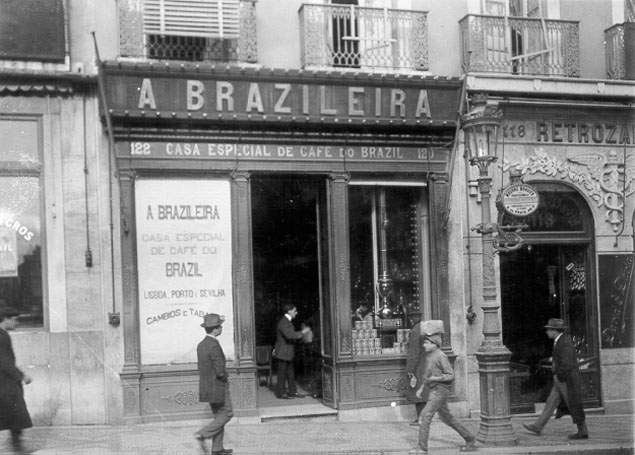
Café A Brasileira, em Lisboa

A tertúlia (do castelhano tertulia) é, na sua essência, uma reunião de amigos, familiares ou simplesmente frequentadores de um local, que se reúnem de forma mais ou menos regular, para discutir vários temas e assuntos, especialmente os literários.

## História
Como o jornalista português Belo Redondo disse, "a vida nacional gira à volta de uma chávena", numa referência inequívoca da importância das tertúlias em Portugal. As tertúlias foram "importadas" para Portugal de Paris, onde surgiram e se espalharam pelo mundo, associadas aos cafés. Cada café tinha uma, ou mais, tertúlias sobre temas diferentes. Paralelamente, os seus integrantes identificavam-se como pertencendo à tertúlia A ou B, numa clara divisão das águas entre correntes de pensamento diferentes.
Historicamente em Portugal, o Chiado, dado o grande número de cafés aí existentes, assumiu a liderança em número de tertúlias; A Brasileira, o Nicola e outros receberam tertúlias com participantes tão influentes como Bocage, Alexandre Herculano, António Feliciano de Castilho, Almada Negreiros, Eduardo Viana, António Botto, Fernando Pessoa, Mário de Sá Carneiro ou Stuart Carvalhais entre outros. No Porto, o Majestic, A Brasileira e o Guarany, eram os locais por excelência onde se reuniam intelectuais, artistas e políticos. Coimbra, Faro, na realidade qualquer cidade ou vila de Portugal, tinham, nos seus cafés, tertúlias onde se discutia tanto a política nacional ou internacional, o futebol ou o mais recente mexerico da terra.

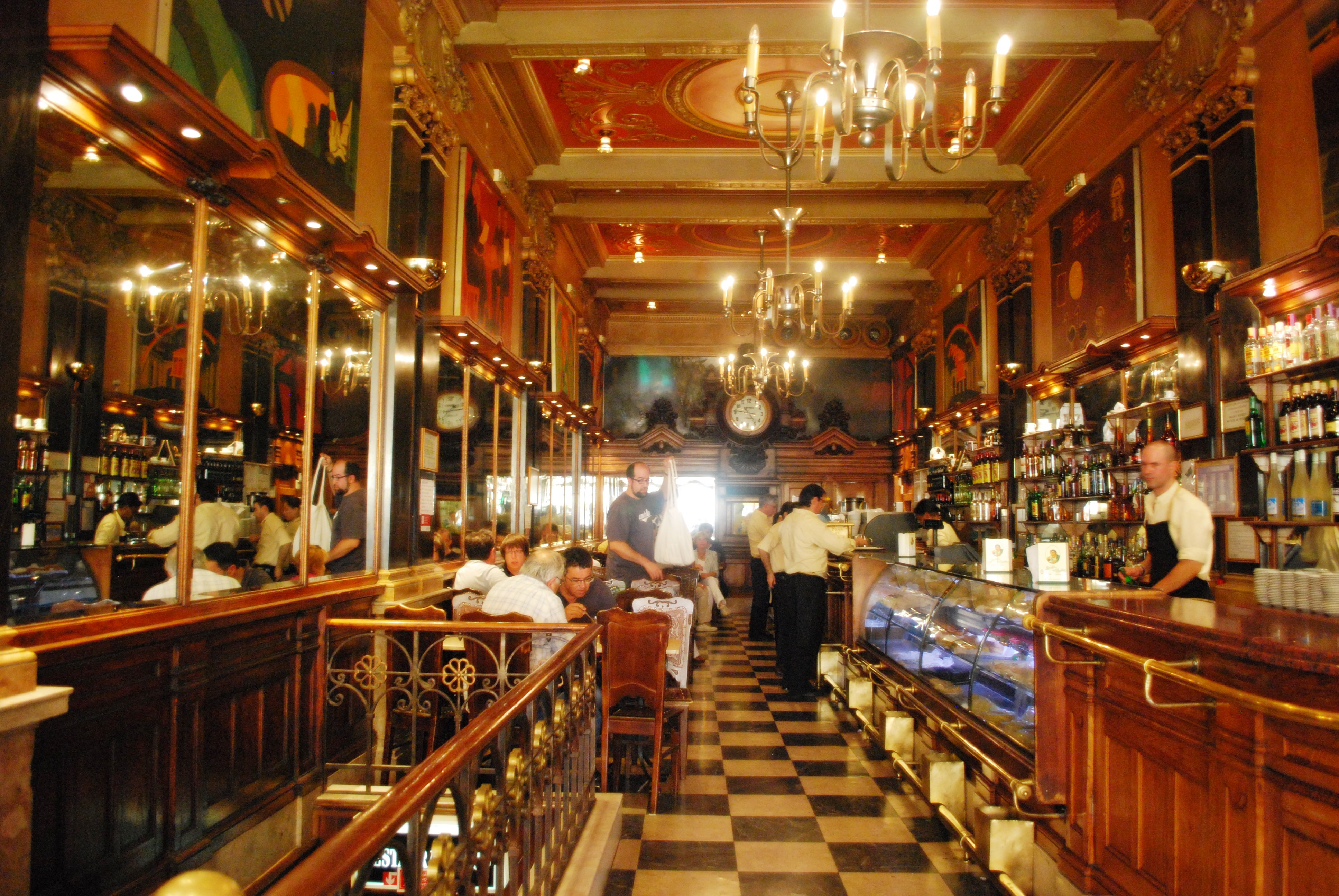
Interior actual dA Brasileira

Foram em torno destas tertúlias de café que a política e as artes portuguesas do século XIX e primeira metade do século XX se desenvolveram, pelo cruzar de opiniões, troca de ideias, apresentação e discussão de ideias e livros novos etc. Com o advento do Estado Novo, as tertúlias tornam-se o último reduto da discussão livre da censura, mas, com o tempo, são cada vez mais espiadas pela Polícia Internacional e de Defesa do Estado (PIDE). Um exemplo disto foi o Grupo do Café Gelo. Paralelamente, a melhoria das comunicações, nomeadamente com o advento da televisão, e o aparecimento de outros espaços, levaram ao desaparecimento gradual das tertúlias.
Actualmente, assiste-se a uma tentativa do seu renascimento, com várias instituições a criarem tertúlias sobre vários temas. No Rio Grande do Sul, situado no sul do Brasil, as tertúlias foram um importante meio de difusão cultural, incluindo música e poesia, e vêm sendo valorizadas pelo movimentos tradicionalista e nativista daquele Estado da Federação brasileira.